# 東京タブロイド
『東京タブロイド』（とうきょうタブロイド）は、水城正太郎による日本のライトノベル。

## 概要
富士見書房の文庫レーベル「富士見ミステリー文庫」より2001年から書き下ろしの形でシリーズがスタート。2003年まで本編『東京タブロイド』全9巻、2004年まで外伝『東京タブロイドコレクション』全3巻が刊行された。挿絵イラストはしのざきあきらが担当。
外伝作品である『東京タブロイドコレクション』は、他の富士見書房発表作品と同様、同社発行の小説雑誌『月刊ドラゴンマガジン』に連載された作品を所収した短編集。本編である『東京タブロイド』長編の合間に起こった出来事を描いている。
また、ケイエスエスよりCDドラマ化もされた。

## ストーリー
昭和29年。北海道に住んでいた少年、天端遊馬は新聞記者であった今は亡き叔父に憧れて上京した。東京に在する新聞社「東京社会新聞社」より採用の知らせを受け、自らもまた新聞記者として就職するためである。
社会派記者としての将来を胸に抱き上京・入社した遊馬であったが、会社の実情を知り驚愕する。実はこの会社、社名通りの社会派新聞などではなく眉唾モノのオカルト情報ばかりをあたかも真実の如く取り上げるタブロイド新聞「東京タブロイド」を発行する新聞社だったのだ。
しかも、この新聞社のメンバーは遊馬以外、全員が女性だった。自称・白魔術師の聖麻衣子。魔女のキザイア・ジュフリア。天才女子中学生・飛鳥昭奈。広島出身でヤクザナイズされたお姉さん広能晶。そして、怠惰だが人脈は広い編集長の七瀬蘭。こうした濃いメンバーに囲まれて、困惑する遊馬。
純情堅物でオカルト嫌いの遊馬はメンバーに馴染めぬ事もあり、入社を拒否するが、上京の際に巻き込まれた騒動に引きずられてしまい、結局そのまま東京社会新聞社に居つく事になってしまう。
かくて昭和29年から昭和30年にかけて、オカルトに紛れた戦後の闇とそこに暗躍する者たちを相手にした遊馬の戦いと冒険が始まる。

## 登場人物

### 東京社会新聞社

#### 現メンバー
天端 遊馬（てんずい あすま）
主人公。東京社会新聞社の新人社員。社会派新聞記者を目指して上京したが、就職先は三流以下のタブロイド新聞社。しかし前向きに「タブロイドでも真実を追える」と思い直して会社に踏み留まるお人好し。
オカルト嫌いで、世のあらゆる自称は論理で説明がつくと考える堅物であり、事実その通りの行動をして各種トリックを見抜く。手品の知識に明るく、大抵のトリックを看破する眼力の持ち主。しかし、その論理を超えた事象に出くわすと、思考がフリーズして実証の無い適当な論理付けで茶を濁す事も多々ある。
北海道出身。馬術が特技だが、東京社会新聞社採用の際に編集長に「魔術が得意」と勘違いされて採用されてしまう。会社の実態を知り即座に辞めようとするが、トラブルに巻き込まれ、そのまま済し崩し的に入社することに。
社員として採用されてからは会社2階の社員用下宿室に住み着く。護身武器は先輩社員である晶から贈られたワルサーPPK。
聖 麻衣子（ひじり まいこ）
ヒロイン。東京社会新聞社の社員。自称、白魔術師。オカルトを全面的に肯定しており、オカルト嫌いの遊馬とは犬猿の仲。しかし、徐々にではあるが、同僚として親しくなり互いの距離が縮まっていく。
よくトランス状態に陥る。遊馬との舌戦の果てに怪しい言動が爆発し瞳が据わって常軌を逸した状態になる（よく「瞳の中に渦巻きが見える」と言われる）のは毎度の事である。
両親は彼女が幼い頃に他界。しかし、その常軌を逸した死亡状況がまるでオカルトそのものであったため、そのショッキングな死を自然な形で受け入れるための精神防護による思考停止が彼女のオカルト狂いの源流である。
強烈なまでの潔癖症で世間一般に言う「汚らわしい事」を極端までに嫌う。会社2階の社員用下宿室に住み着いており、部屋は遊馬の隣。
飛鳥 昭奈（あすか あきな）
東京社会新聞社の社員。渋谷第一中学校の一年四組に在籍している女子中学生。オカルト関係の知識に関して相当な博識を持つ天才少女。しかも実際にIQが相当の高数値を誇る「看板に偽りの無い天才児」である。
学校の授業が「簡単すぎてつまらない」ために、普段は様々な理由で中学を休み新聞社で社員として働いているが、出席日数が足りなくなると補修を受けて辻褄を合わせるという歪んだ荒業で乗り切っている。
普段は小柄で白衣を常着し、様々な怪しいオカルト発明を行っているメガネっ娘。遊馬とは兄と妹のような仲の良さである。
キザイア・ジュフリア
東京社会新聞社の社員。自称・魔女。様々な退廃的な生活を送っているため麻衣子とは（遊馬とはまた違った方向性で）相性が悪い。
強烈な酒好きで様々な異端文書に明るいナイスバディの米国人。非常に気まぐれな快楽主義者。
黒猫のカーフを相方にしている。
広能 晶（ひろの あきら）
東京社会新聞社の社員。粗暴でガサツだが義理人情には厚い。広島県広島市出身で、東京でも広島弁でしゃべる。被爆経験者。
東京社会新聞社の腕っ節&体力担当。編集長の用心棒兼懐刀。キザイアとは呑み仲間。
拳銃も所持。その扱いはある意味で本職級。遊馬を見込んで護身用にと彼にワルサーPPKを渡している。
七瀬 蘭（ななせ らん）
東京社会新聞社の社長であり「東京タブロイド」編集長。怜悧な美貌を持つ。政財界や米国軍など様々な所に強いコネクションを持っている。
「旧・東京社会新聞社」唯一の生き残り。本人たちは知らないが、実は遊馬を始めとする「現・東京社会新聞社」のメンバーは何らかの形で「旧・東京社会新聞社」と関わりを持ち不遇な死を遂げたメンバーの身内で構成されている。ある意味で彼女は自らの贖罪のための旧メンバー弔い合戦として「東京タブロイド」を創り続けているようである。

#### 旧メンバー
不破 志郎（ふわ しろう）
旧・東京社会新聞社の社長の息子であり、同社の記者。遊馬の叔父であり、彼に「オカルトの悪用」を許さぬ事を教えた人物（遊馬はそれを曲解したために、オカルト嫌いになった）。
現在は故人。一時期、魔術結社ロッジを追っていたが「ミイラ取りがミイラになる」形でその思想に心酔してしまう。後に同組織の理念が自らの望むものと食い違うことに気付いて離反。自分の所属する「旧・東京社会新聞社」をベースにして「東京タブロイド」を通じてロッジと戦うが、志半ばでロッジメンバーと化していた仲間の凶弾に倒れる。
蘭とは友人同士だったが、互いの心のすれ違いから恋人同士にはなっていない。蘭はその後、この事によって志郎を救えなかった過去を深く悔いる事になる。実は蘭もまた志郎と同じくロッジのメンバーであった。
ロッジ在籍中に同じくメンバーであった女性と内縁関係を持ち、一女を儲けるが自身のロッジへの裏切りによって、やむなくこの妻子を捨てる結果となってしまった。

### ロッジメンバー
魔術結社ロッジに所属するメンバー。様々な意図により遊馬たち東京社会新聞社と敵対する。その実態は謎だらけであるが「本来の世界」を取り戻すために「本来の人間」による思想的かつ現実的な緩やかな変革を望んでいる組織。そのために大手マスコミの中枢に自らのメンバーを送り込んでいる。
芝原 杖太郎（しばはら じょうたろう）
黒眼鏡に帽子といういでたちの怪しい男。最初に遊馬たちの前に現れたロッジの使徒。
様々な下位メンバー間の連絡などを役目とする。他にも不要となったメンバーや裏切り者の抹殺も請け負う。
不破 琉希（ふわ るき）
不破志郎の娘。遊馬の従妹にあたる。
とかく微表情で微感動な少女。奇術師・竜造寺甲西の助手として働いていたところで遊馬と出会い、紆余曲折の末に血縁である遊馬に父の思想に近い何かを感じるものがあったのか、ロッジを抜けて遊馬の元で厄介になることに。
竜造寺 甲西（りゅうぞうじ こうさい）
ロッジメンバーの奇術師。志郎と蘭の親友で、二人と共にロッジに接近し、そのままメンバーになってしまう。
自らの我を張り切れる志郎に対して、自分は何か（権威的なもの）に寄りかからねば自分を保ちきれないという現実を憎み、志郎に対して強烈なコンプレックスを抱いている。また、それを原因としてロッジを裏切った志郎を激しく憎んだ。
志郎がロッジを裏切った後も彼の元に友人として居続けて、志郎の動向をロッジへスパイし、最終的に彼を殺す直接の引き金を引いた。
カアサマ
琉希の実母。志郎の内縁の妻。強力な感化能力を持つ超能力者。
争いを嫌悪している。古代文明に学んで争いの無い世界を実現させようとしているが、結局はタチの悪い洗脳集団の長。
非常に他者に対する依存心が強く、他者が独立独歩の行動をとろうとする事にショックを受け、それを強烈に嫌う。
センセイ
ロッジの長。作家。狂人を生み出し死を媒介すると噂される「世界の真実」を著す「本」の作者。
「偽者の人間」が「本」を読むと狂死するが「本物の人間」が「本」を読むと超能力に目覚めて「本来の世界」に生きることができるとする。

### 宿敵
猟奇王（りょうきおう）
主人公最大の宿敵。自ら「猟奇」なる観念に取り付かれ「日本猟奇化計画」を立案し実行に移そうとする究極の変人（彼の言う「猟奇」は世間一般に言う猟奇ではなく、かなり歪んだ独自の観念の元に立案された特殊な価値観である）。
白いタキシード、白いマント、白いシルクハット、そして仮面と、どこまでも「いかにも」な怪盗装束で現れ、何がなんだかわからない馬鹿な犯罪をしでかす男。長々と丁寧で畏まった長文を書いて犯行を予告するが、その予告状も畏まりすぎて意味不明寸前になっており馬鹿の傷口をさらに広げてしまっている。
元は「東京タブロイド」の熱心な読者。そして、かつて不破志郎に助けられ、彼にオカルトの在り方を教えられた少年。志郎の仇を討つため、志郎の考えを広めるために「日本猟奇化計画」を実行・推進した。
遊馬を宿敵として認めているが、当の遊馬はとても迷惑している。様々な意味で遊馬と対を成す大馬鹿者。
『東京タブロイドコレクション』において一度逮捕された際に素顔を見られたが、遊馬たち曰く「本当に特徴という特徴がなさすぎるため印象に全く残らない顔」とのこと。
美輪 未亜（みわ みあ）/ 怪盗 黒猫女給（かいとう くろねこじょきゅう）
シャンソンの唱と共に登場する、メイド服をデフォルトとし、女給として高貴な家に住み込みで働きながら、その家の資産を盗み取る泥棒。
美しい美術品・宝石などに目が無く、若き少年も好み。少年が老いることが耐えられず、その命を奪い取り剥製として（もしくはそれに類する死体保存方法を用いて）永遠の若さを与えようとする、はた迷惑なショタコン女。実は遊馬も狙われている。

### その他
桜小路 香澄（さくらこうじ かすみ）
『東京タブロイドコレクション』のみに登場する。
ベスパに乗り日傘を差して行動する、旧華族桜小路家のお嬢様。この時代には華族制度は廃止されているのだが、彼女（およびその一族）の頭の中では未だにそれが残っており、いわゆる「時代錯誤で世間知らずのお嬢様」を地で行く性格をしている。
「家柄に相応しい仕事を」（いわゆるノーブレス・オブリージュ）が一族のモットーであり、その意向に従って「庶民を守ってあげる」ために警視庁に勤務する。階級は警視。所属は刑事部の零課。主に超常現象やそれに類する犯罪を担当する、とは本人の弁だが、実際は「上層部のゴリ押しで押し付けられたお嬢様を体裁だけ預かる形を作る」ためだけに設立された閑職のようである。
ただ、本人はそれに気付かず、ひたむきにノーブレス・オブリージュを実行しようとけなげに頑張っている。現在は猟奇王専任捜査官として奮闘中。
しかし「お嬢様」な内面は変わらず、対猟奇王では完全に遊馬に頼り切っている。また遊馬に好意を抱き、彼の事を自らの「所有物」と言う（彼女の頭の中では、庶民は華族の「所有物」であって同位の存在ではない）。

## 既刊一覧

### 長編（本編）
長編は全編、文庫書き下ろし作品
- 『東京タブロイド 新都疾る少年記者』 ISBN 4-8291-6112-4
- 『東京タブロイド2 白夜に響く黒猫の歌』 ISBN 4-8291-6127-2
- 『東京タブロイド3 紅い星より来る使者』 ISBN 4-8291-6141-8
- 『東京タブロイド4 黄泉近き神を継ぐ里』 ISBN 4-8291-6149-3
- 『東京タブロイド5 天空抱く賢者の楽園』 ISBN 4-8291-6163-9
- 『東京タブロイド6 陽炎ゆらめく夏の王国』 ISBN 4-8291-6179-5
- 『東京タブロイド7 碧海仰ぐ奇術師の塔』 ISBN 4-8291-6197-3
- 『東京タブロイド8 秘境に消えた少年記者』 ISBN 4-8291-6216-3
- 『東京タブロイド9 風雲告げる新都の未来』 ISBN 4-8291-6259-7

### 短編集（東京タブロイド コレクション）
- 『東京タブロイド コレクション 新都揺るがす猟奇な男？』 ISBN 4-8291-6171-X

月刊ドラゴンマガジン2001年掲載分および2002年1月号 - 3月号連載分+書き下ろし2編を所収
- 『東京タブロイド コレクション2 白夜に猟奇の花束を？』 ISBN 4-8291-6187-6

月刊ドラゴンマガジン2002年4月号（含増刊号） - 6月号連載分+書き下ろし2編を所収
- 『東京タブロイド コレクション3 紅い猟奇な星の使者』 ISBN 4-8291-6243-0

月刊ドラゴンマガジン2003年5月号 - 10月号連載分を所収

## ドラマCD
2003年12月19日にケイエスエスより発売。
内容は『東京タブロイド コレクション2 白夜に猟奇の花束を?』 所収第1話「バレンタインと乙女の祈り」を下敷きとしたサウンドドラマおよび主題イメージソング。
富士見書房が角川書店富士見事業部であった頃の企画であったため、コピーライトが角川書店のそれになっている。

### キャスト
- 天端遊馬：石田彰
- 聖麻衣子：ゆかな
- 猟奇王：鈴木貴征
- 桜小路香澄：櫻井浩美
- 店員・アナウンサー：飯島肇

### トラック
1. バレンタインと乙女の祈り ～前編～
2. バレンタインと乙女の祈り ～後編～
3. イメージソング『ベルベットの夜と赤い月』

作詞：三井ゆきこ / 作曲・編曲：Blues T / 歌：辻純子

### スタッフ
- 原作：水城正太郎・しのざきあきら
- 企画：大宮三郎
- プロデューサー：佐久間敏郎・橋本昭彦
- 音楽製作プロデューサー：永田守弘
- 製作：スタジオ藍丸
- 製作協力：オフィスCHK
- 製作：ケイエスエス

- 脚本：爲我井徹
- 演出：鈴木祐子
- 音響効果：風間慎二
- 調整：成清量・武藤雅人
- 録音スタジオ：整音スタジオ
- 音響製作：ザック・プロモーション
- レコーディングシタジオ：メロネスト・スタジオ

- パッケージデザイン：柴生田雅人
- 宣伝担当：濱田裕子
- 宣伝協力：富士見ミステリー文庫